# Плавання на відкритій воді на Чемпіонаті світу з водних видів спорту 2017 — 10 км (чоловіки)
Змагання з плавання на відкритій воді на дистанції 10 кілометрів серед чоловіків на Чемпіонаті світу з водних видів спорту 2017 відбулись 18 липня.

## Результати
| Місце | Плавець               | Країна             | Час |
| ----- | --------------------- | ------------------ | --- |
|       | Педро Пінотес         | Ангола             |     |
|       | Гільєрмо Бертола      | Аргентина          |     |
|       | Хоакін Морено         | Аргентина          |     |
|       | Джек Брезьє           | Австралія          |     |
|       | Давід Брандль         | Австрія            |     |
|       | Родріго Кабальєро     | Болівія            |     |
|       | Седхейр Торрес        | Болівія            |     |
|       | Аллан до Кармо        | Бразилія           |     |
|       | Фернандо Понте        | Бразилія           |     |
|       | Венціслав Айдарскі    | Болгарія           |     |
|       | Філіпп Гертен         | Канада             |     |
|       | Річард Вейнбергер     | Канада             |     |
|       | Ань Цзябао            | Китай              |     |
|       | Цзу Ліцзюнь           | Китай              |     |
|       | Крістофер Лануза      | Коста-Рика         |     |
|       | Віт Інгедулд          | Чехія              |     |
|       | Матей Козубек         | Чехія              |     |
|       | Давід Кастро          | Еквадор            |     |
|       | Іван Ендеріка Очоа    | Еквадор            |     |
|       | Марван Ель-Амраві     | Єгипет             |     |
|       | Юссеф Хоссамельдін    | Єгипет             |     |
|       | Франк Оджаранд        | Естонія            |     |
|       | Давід Обрі            | Франція            |     |
|       | Марк-Антуан Олів'є    | Франція            |     |
|       | Джек Бернелл          | Велика Британія    |     |
|       | Кейлеб Г'юз           | Велика Британія    |     |
|       | Роб Муффельс          | Німеччина          |     |
|       | Крістіан Райхерт      | Німеччина          |     |
|       | Георгіос Арніакос     | Греція             |     |
|       | Астеріос Далдогіанніс | Греція             |     |
|       | Еміліо Авіла          | Гватемала          |     |
|       | Сінь Чінь Тін Кейт    | Гонконг            |     |
|       | Tse Tsz Fung          | Гонконг            |     |
|       | Кріштоф Рашовскі      | Угорщина           |     |
|       | Даніель Секельї       | Угорщина           |     |
|       | Омкумар Токалькандіга | Індія              |     |
|       | Шахар Ресман          | Ізраїль            |     |
|       | Шай Толедано          | Ізраїль            |     |
|       | Сімоне Руффіні        | Італія             |     |
|       | Федеріко Ванеллі      | Італія             |     |
|       | Ясунарі Хіраї         | Японія             |     |
|       | Тайкі Нонака          | Японія             |     |
|       | Кенессари Кененбаєв   | Казахстан          |     |
|       | Віталій Худяков       | Казахстан          |     |
|       | Фернандо Бетанзос     | Мексика            |     |
|       | Артуро Перес          | Мексика            |     |
|       | Євгеній Поп Ачев      | Північна Македонія |     |
|       | Марсель Шутен         | Нідерланди         |     |
|       | Феррі Вертман         | Нідерланди         |     |
|       | Кжиштоф П'єловський   | Польща             |     |
|       | Кирило Абросімов      | Росія              |     |
|       | Євген Дратцев         | Росія              |     |
|       | Бенце Балзам          | Сербія             |     |
|       | Тамас Фаркас          | Сербія             |     |
|       | Петер Гутьян          | Словаччина         |     |
|       | Марек Павук           | Словаччина         |     |
|       | Чад Хо                | ПАР                |     |
|       | Ніко Мануссакіс       | ПАР                |     |
|       | Хатем Абдельхалек     | Туніс              |     |
|       | Ігор Червинський      | Україна            |     |
|       | Ігор Снітко           | Україна            |     |
|       | Брендан Кейсі         | США                |     |
|       | Джордан Вілімовскі    | США                |     |
|       | Хондрі Сеговія        | Венесуела          |     |
|       | Хуан Сеговія          | Венесуела          |     |